# Carabus boeberi
Carabus boeberi es una especie de insecto adéfago del género Carabus, familia Carabidae. Fue descrita científicamente por M. Adams en 1817.
Habita en Azerbaiyán, Georgia y Rusia.